# Chamaeangis spiralis
Espèce
Chamaeangis spiralis est une espèce de plantes à fleurs de la famille des Orchidaceae et du genre Chamaeangis. C'est une plante herbacée présente au Cameroun et au Nigeria.
Synonyme :
- Diaphananthe spiralis (Stévart & Droissart) P.J.Cribb & Carlsward (2012)

## Description
C'est une petite herbe épiphyte d'environ 2 cm de hauteur.

## Distribution
D'abord collectée au sud-est du Nigeria (Ikom) dans les années 1980, l'espèce a été décrite seulement en 2009.
Au Cameroun elle a été récoltée à plusieurs reprises, principalement dans le sanctuaire de faune sauvage de Banyang-Mbo (région du Sud-Ouest) et ponctuellement près du village de Bifa, entre Kribi et Ebolowa dans la région du Sud. 